# Semiothisa abydata
Semiothisa abydata es una especie de polilla perteneciente a la familia Geometridae, descrita por el entomólogo francés Achille Guenée en 1789. Se encuentra distribuida en India y Sri Lanka.

## Descripción
Es una especie blanquecina cinéreo que va a ocráceos. Las alas cuentan con motas transversales y líneas ocráceas pálidas.

## Plaga
La especie es considerada plaga polífaga de especies de Leucaena y otras leguminosas arbóreas, que se ha extendido recientemente por el Pacífico y el Sudeste Asiático.

## Taxonomía
Es solo receientemente que la especie fue separada de la especie americana Macaria abydata. Tiene también una relación filogenética cercana con la especie chilena Macaria mirthae.